# Huisheim
Huisheim è un comune tedesco di 1 656 abitanti, situato nel land della Baviera.